# Literaturjahr 1780
Liste der Literaturjahre

◄◄ | 1776 | Literaturjahr 1780 | 1782

Weitere Ereignisse
Dieser Artikel behandelt das Literaturjahr 1780.

## Ereignisse
- Auf dem Theaterplatz in Weimar gegenüber dem Wilttumpalais wird am 7. Januar 1780  das „Weimarer Komödienhaus“,  eröffnet. Höhepunkt des Liebhabertheaters war die Aufführung der Prosafassung von Goethes Iphigenie unter der Regie  Goethes und mit Corona Schröter in der Titelrolle.
- In Bordeaux wird am 7. April das Grand Théâtre eröffnet, das von Zeitgenossen als größtes und schönstes Theater in Frankreich bezeichnet wird. Gespielt wird bei der Festveranstaltung Jean Racines Drama Athalie.

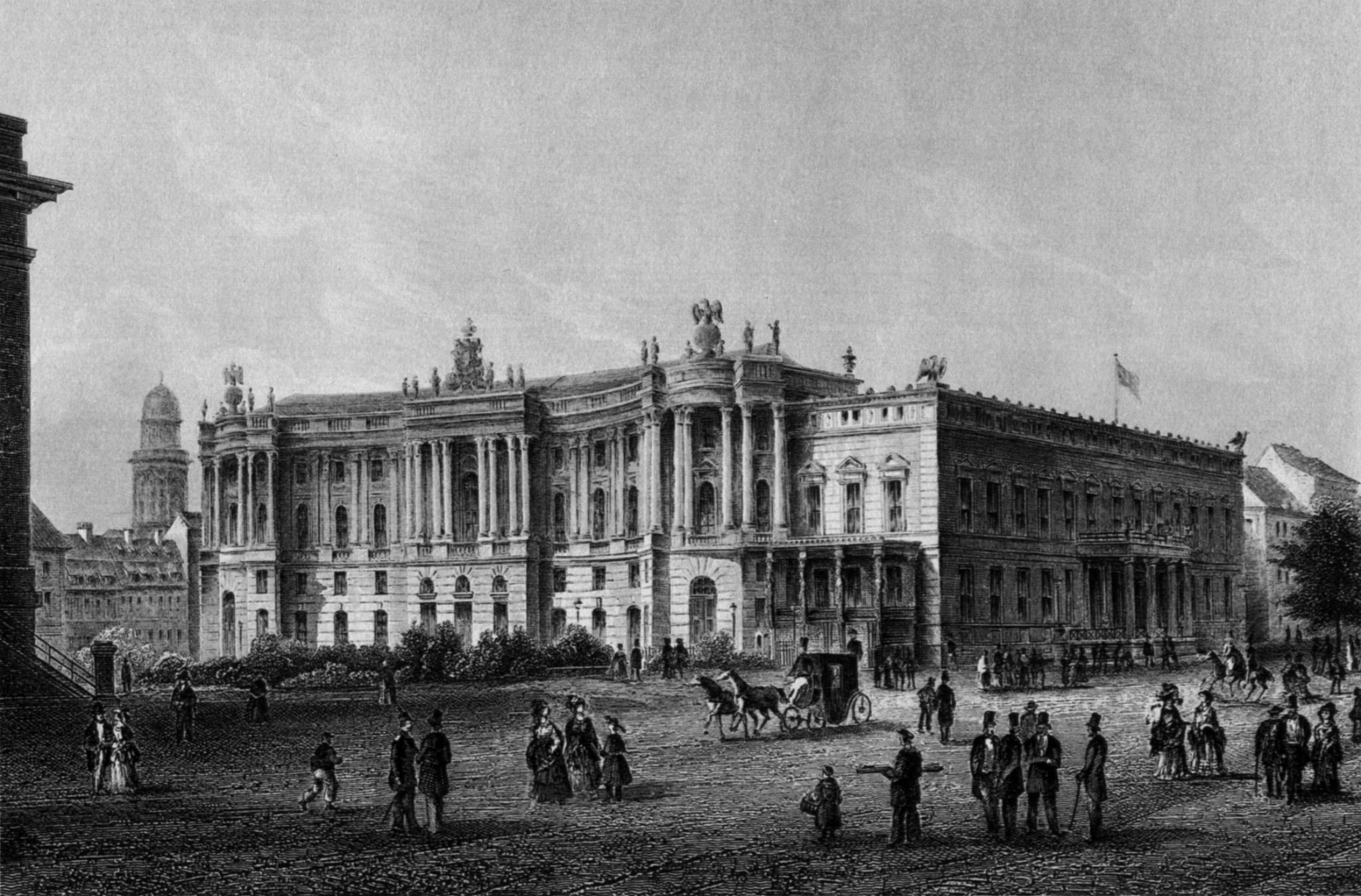
Alte Bibliothek in Berlin, 1850

- Der durch Friedrich II. 1775 veranlasste Neubau einer Bibliothek nach Plänen von Michael Philipp Boumann und Georg Christian Unger in Berlin ist vollendet. Friedrich  machte mit dieser Bibliothek die Literatur, die zuvor nur dem Adel, Ministern, Wissenschaftlern und höheren Staatsbeamten vorbehalten war, dem Bürgertum zugänglich. Die Einrichtung entwickelte sich Anfang des 19. Jahrhunderts zur nach Bestand und Benutzung größten und leistungsfähigsten Bibliothek des deutschen Sprachraums.
- Die American Academy of Arts and Sciences wird gegründet

## Neuerscheinungen

### Periodika
- Am 1. Januar erscheint in Preßburg der Magyar hímondó (Ungarischer Kurier), die erste ungarische Tageszeitung.
- Salomon Gessner gibt am 12. Januar in Zürich die erste Nummer der Neue Zürcher Zeitung heraus.
- Der Ire James August Hicky gibt am 29. Januar in Kalkutta „Hicky's Bengal Gazette“ die erste englische Wochenzeitung in Indien heraus. Die Zeitung stellte bereits nach zwei Jahren ihr Erscheinen ein.

### Poesie

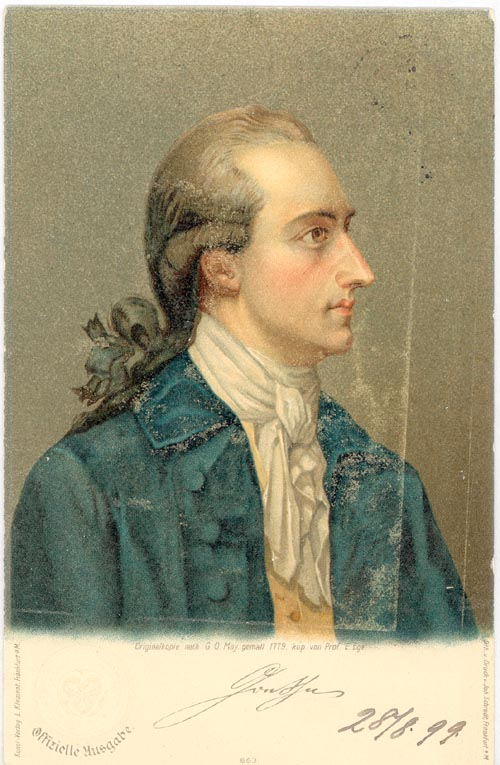
Goethe 1779

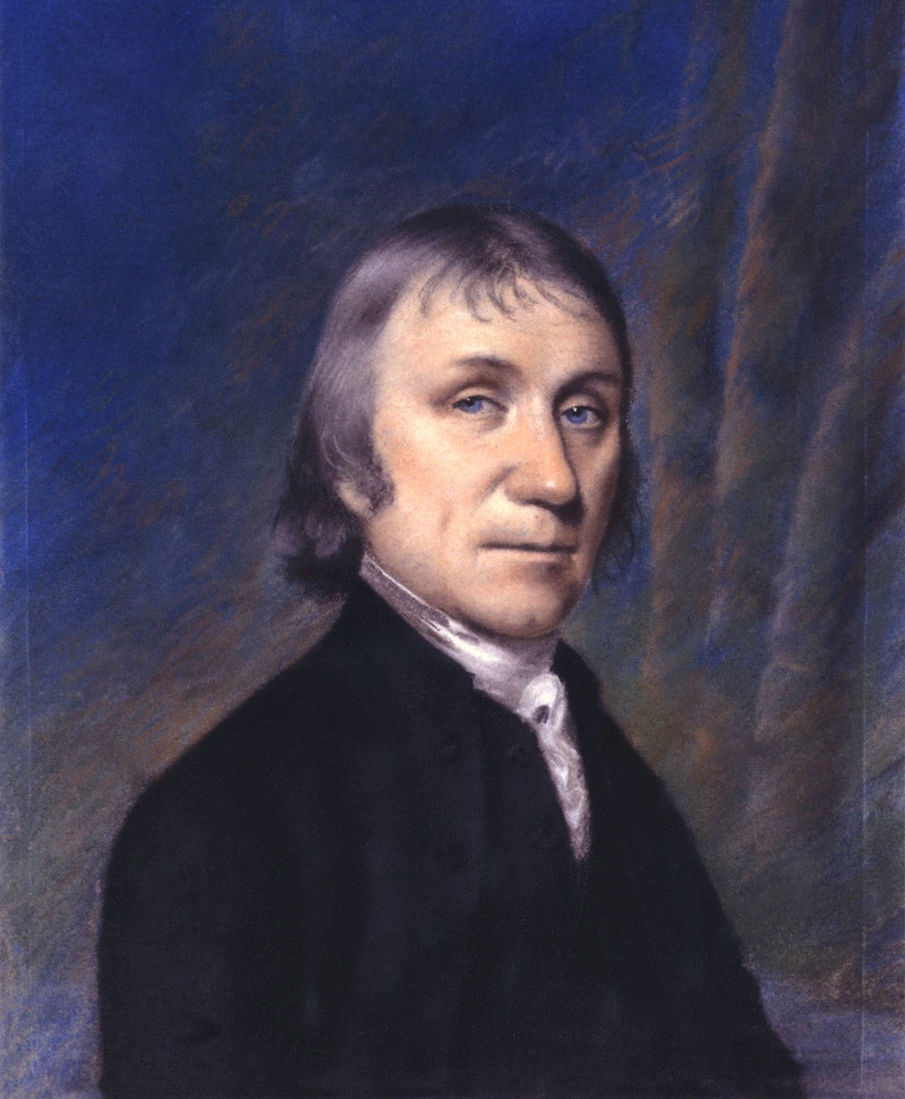
Joseph Priestley englisch-amerikanischer Theologe und Philosoph

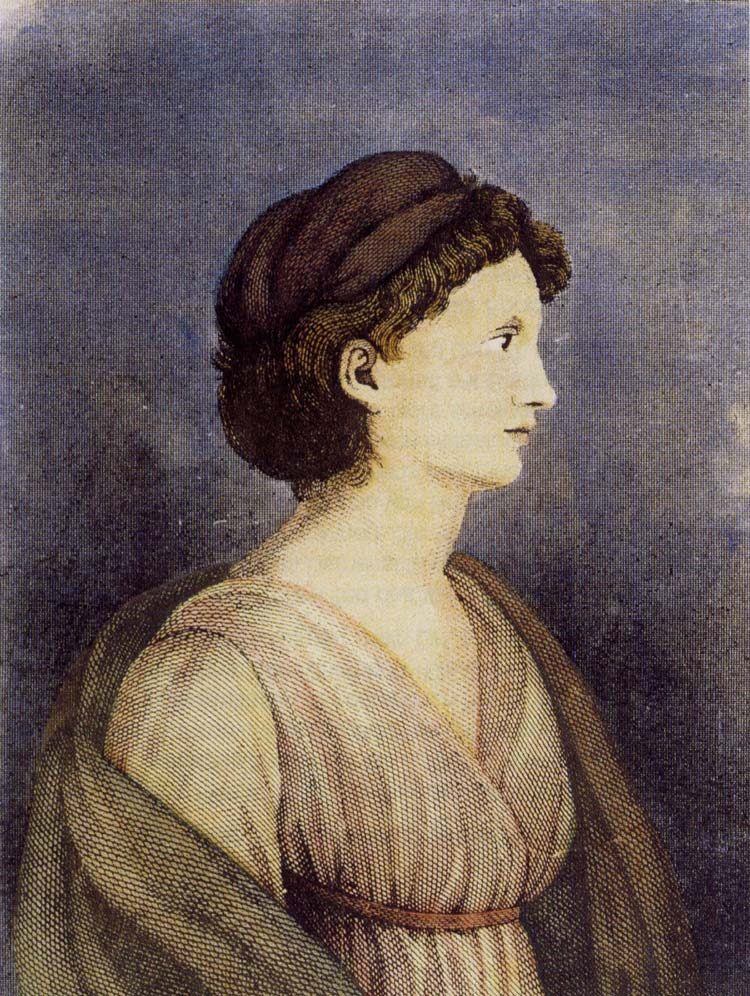
Karoline von Günderrode, um 1800

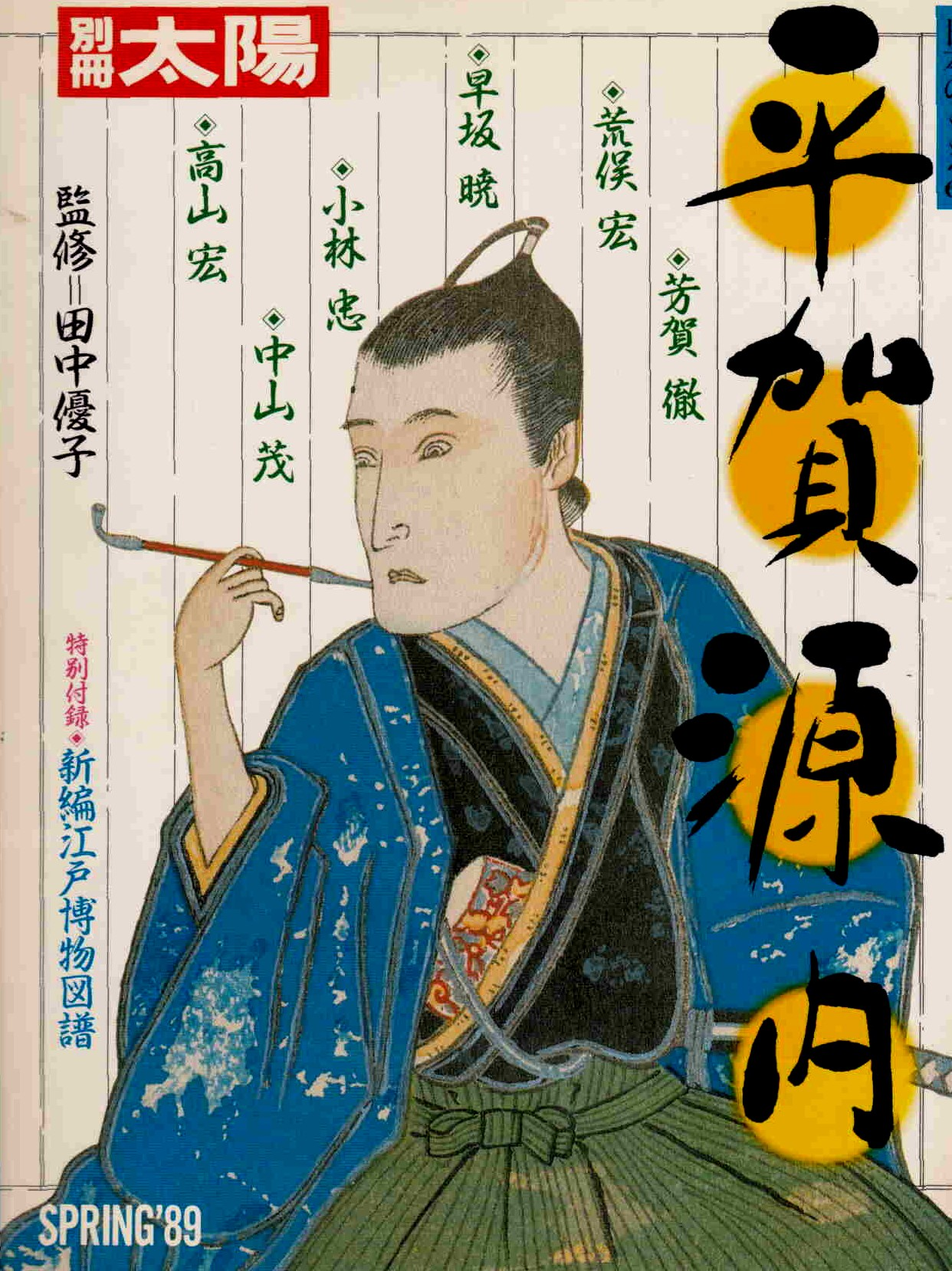
Hiraga Gennai

- 6. September: Johann Wolfgang von Goethe schreibt mit Bleistift an die Holzwand einer Jagdhütte auf dem Kickelhahn bei Ilmenau in Thüringen Wandrers Nachtlied – Ein Gleiches.
- Friedrich Gottlieb Klopstock: Ihr Tod
- Johann Wolfgang  Goethe: Grenzen der Menschheit
- Die Erstausgabe Oberon von Christoph Martin Wielands Gedicht in vierzehn Gesängen wird ohne Nennung des Autors 1780 in Weimar bei Carl Ludolf Hofmann gedruckt.
- Cramersches Gesangbuch mit 915 christlichen Liedern, hrsg. von Johann Andres Cramer war bis 1833 in Schleswig-Holstein in Gebrauch.

### Prosa
- Giacomo Casanova veröffentlicht die Novelle Il duello ovvero Saggio della vita di G. C. veneziano. In deutscher Sprache erscheint das Werk erst im Jahr 1988 unter dem Titel Das Duell oder Versuch über das Leben des Venezianers G. C.

### Drama und Oper
- Von Johann Adam Braun wird das Duodrama Andromeda und Perseus veröffentlicht.
- Von Wolfgang von Kempelen oder Benedikt Dominik Anton Cremeri wird das Melodram Andromeda und Perseus veröffentlicht; die Uraufführung mit Musik von Anton Zimmermann findet 1781 in Wien statt.

### Wissenschaftliche Werke
- Gotthold Ephraim Lessing: Die Erziehung des Menschengeschlechts.
- Étienne Bonnot de Condillac:  La Logique ou l’art de penser, commandé du gouvernement de Pologne pour les écoles palatines.
- Joseph Priestley Letters to a Philosophical Unbeliever.

## Geboren
- 4. Januar: Théophile Marion Dumersan, französischer Bühnenautor, Lyriker, und Librettist  († 1849)
- 11. Februar: Karoline von Günderrode, deutsche Schriftstellerin († 1806)
- 24. Februar: Karl Schall, deutscher Lustspieldichter und Übersetzer (†1833)
- 26. Februar: August Thieme, deutscher Dichter († 1860)
- 17. März: Thomas Chalmers, schottischer Schriftsteller und Begründer der Freien Kirche Schottlands († 1847)
- 26. März: Julius Eduard Hitzig, deutscher Schriftsteller und Kammergerichtsrat († 1849)
- 29. April: Charles Nodier, französischer Schriftsteller († 1844)
- 11. Mai: Karl Benedikt Hase, deutscher Altphilologe und Bibliothekar († 1864)
- 19. August: Pierre-Jean de Béranger, französischer Dichter († 1857)
- 3. September: Georg Heinrich Lünemann, deutscher Altphilologe und Lexikograf († 1830)
- 8. September: Jeanne Marie Leprince de Beaumont, französische Autorin von Kinderbüchern
- 24. September: Hendrik Tollens, niederländischer Schriftsteller flämischer Herkunft († 1856)
- 28. Oktober: Ernst Anschütz, deutscher Theologe, Pädagoge und Dichter († 1861)

## Gestorben
- 24. Januar: Hiraga Gennai, japanischer Gelehrter, Erfinder und Schriftsteller (* 1728)
- 18. Februar: Kristijonas Donelaitis, litauischer Schriftsteller (* 1714)
- 23. April: Maria Antonia von Bayern, bayerische Kunstmäzenin und Komponistin, Malerin und Dichterin (* 1724)
- 29. April: Claude Joseph Dorat, „Le Chevalier Dorat“, französischer Dichter und Romanautor (* 1734)
- 2. Juni: Józef Baka, polnischer Jesuitenpater, Missionar, Prediger und Dichter (* 1707)
- 23. August: Marie de Vichy Chamrond, französische Solonière und Briefeschreiberin (* 1697)